# Homestaging

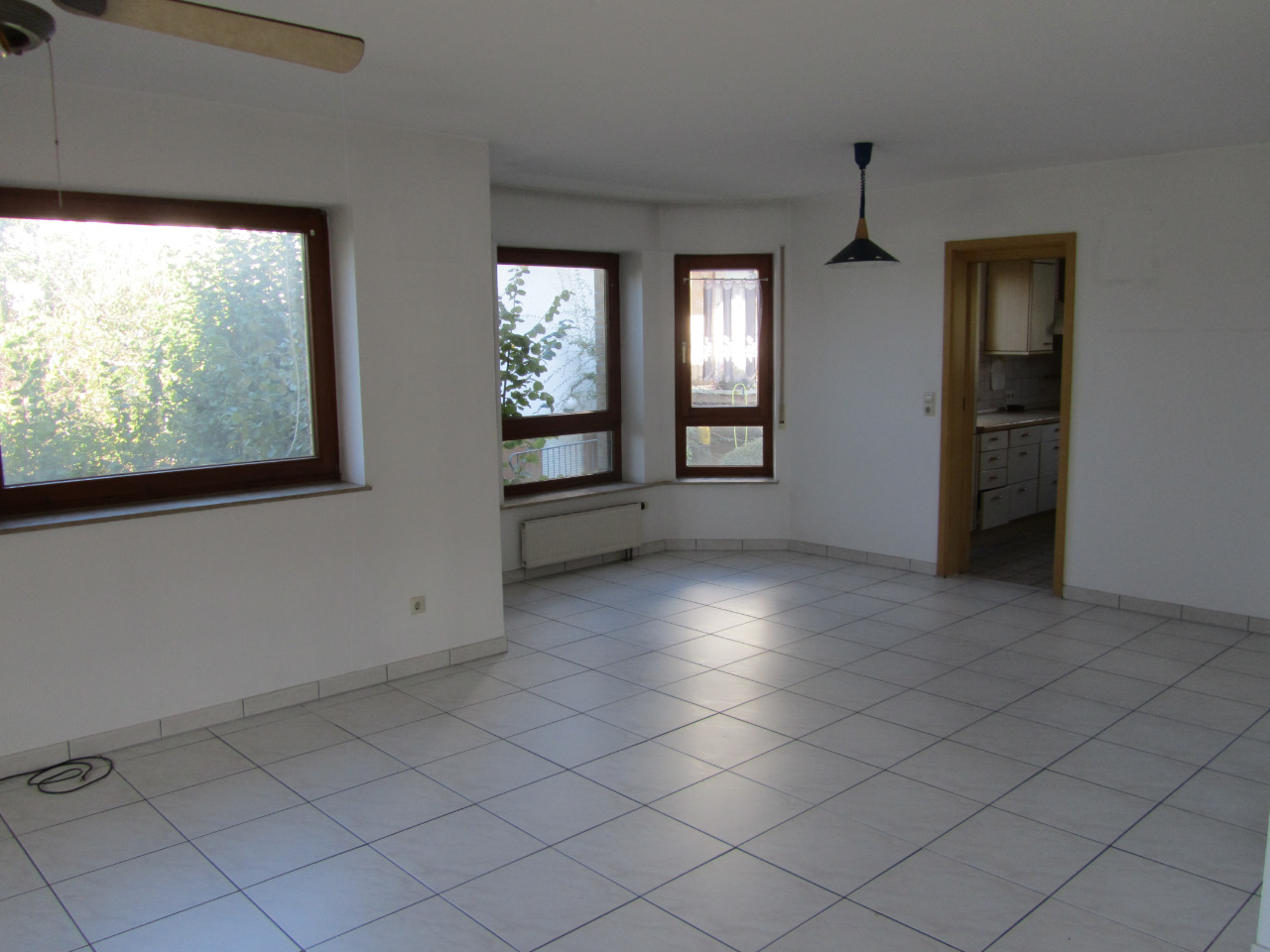
En tom lägenhet som ska säljas. Buskar täcker fönstret.

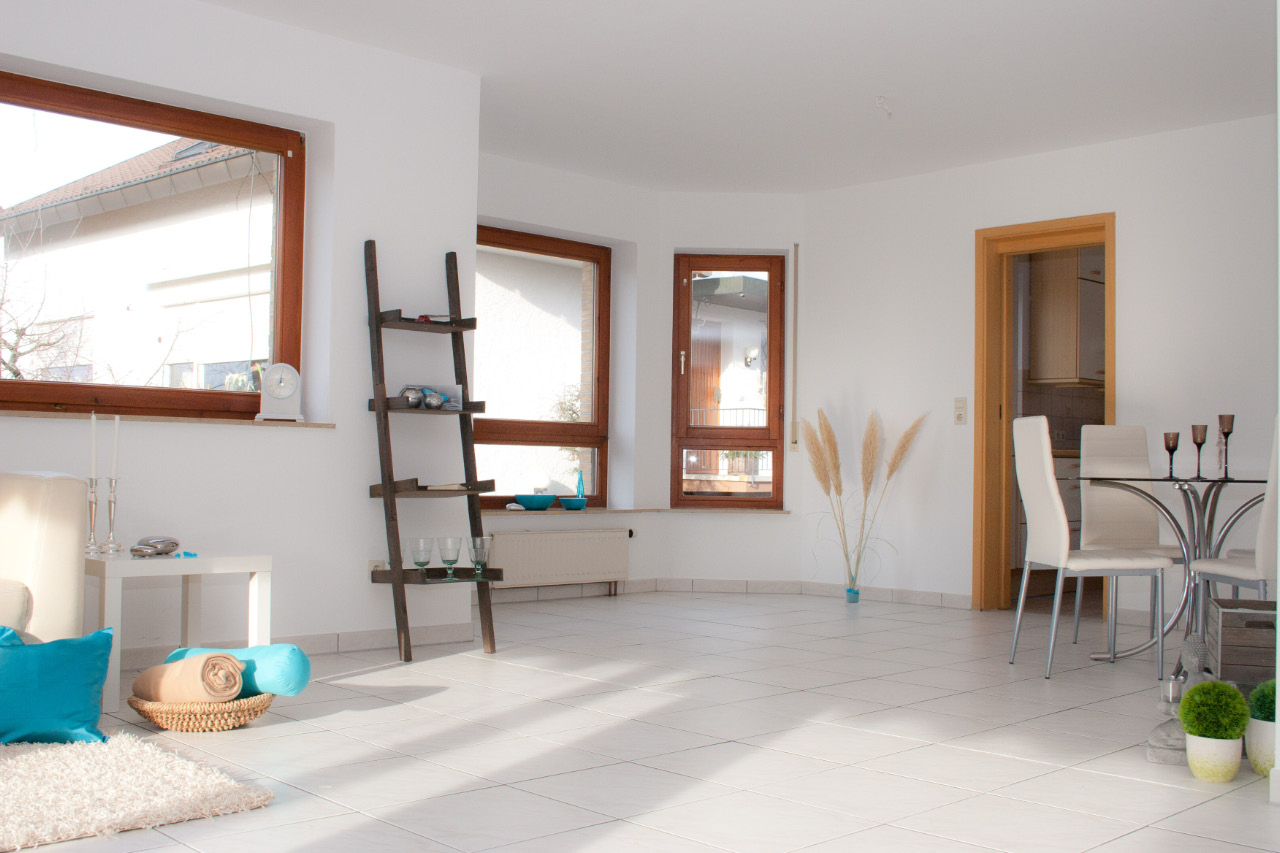
Samma lägenhet efter homestaging.

Homestaging (även homestyling) är ett begrepp inom bostadsmarknaden. Homestaging betyder att man innan försäljning stajlar upp bostaden för att höja värdet. 

## Definition
Homestaging innebär att man försöker få bostaden så attraktiv som möjligt för tänkbara köpare. Man försöker minimera intrycket av den nuvarande ägaren, men det måste fortfarande se ut som ett hem, att någon bor där, får inte se sterilt ut.
Viktiga och enkla punkter är:
- Rent och fräscht, särskilt på toaletter, i badrum och kök.
- Fräscha trevliga dofter generellt i hemmet. Bullbak före visning är ett vanligt råd.
- Inga personliga saker framme. Ta bort familjefoton, barns teckningar, kylskåpsmagneter och de flesta prydnadsföremål.
- Fräscha snittblommor och värmeljus på borden.
- Särskilt under den ljusa årstiden är rena fönster viktigt, särskilt om utsikten är fin.
- Gardiner är också viktiga och bör också vara av en bra färg, delvis anpassad efter förväntad ålder på köparna. Dock bör färgen vara ganska neutral för att inte ge för udda intryck.
- Sängarna ska vara korrekt bäddade, ha överdrag och se neutrala ut.
- För bostäder tänkta för barnfamiljer är det viktigt att det finns leksaker i barnkamrarna, för att barnen ska komma att gilla bostaden under visningen.

Det anses att ett hem med inte alltför mycket möbler och prylar säljer bäst eftersom för mycket prylar får det att se mindre och trängre ut. 
En homestagingfirma kan tillfälligt frakta bort möbler och prylar som inte behövs eller är för slitna eller omoderna, och låna ut snygga möbler.
Vid lite mer ambitiös homestaging kan man måla och tapetsera om, även utsidan, och installera bättre belysning, piffa upp trädgården etc.

## Skatter
Homestaging är avdragsgillt på reavinstskatten i Sverige. Man få dra av lån av möbler, konst etc, magasinering av sådant och arbete för ommöblering. Eftersom flytt inte är avdragsgillt får inte möblerna transporteras till den nya bostaden. Reparationer, tapetsering, trädgårdsarbete och liknande är inte avdragsgillt på reavinstskatten men kan räknas på ROT-avdrag.

## Betydelse och kritik
Det är bevisat via undersökningar att homestaging fungerar. Såsom i reklam kan det löna sig att sticka ut, och bryta mot etablerade tumregler. 
Homestaging har kritiserats eftersom köparna får betala mer för ingenting, möblerna ingår ju inte i köpet. Homestaging är besläktat med reklam, där manipulering av folks känslor är huvudmetoden för att skapa bättre försäljning.